# Antonio Parra Velasco
Antonio Parra Velasco (Guayaquil, 17 de diciembre de 1900 - Ibidem, 28 de octubre de 1994) fue un jurisconsulto, profesor, diplomático, político e internacionalista ecuatoriano. Fue hijo de Francisco Parra Díaz, oriundo de Montevideo, Uruguay y de Rosa Velasco Buchelli, nacida en Riobamba, Ecuador.
Se desempeñó como embajador de Ecuador en Francia, Gran Bretaña y, por dos ocasiones, en Venezuela.
Durante su período en el rectorado de la Universidad de Guayaquil, fue precursor de la fundación de la Escuela Superior Politécnica del Litoral (ESPOL), para la que puso a disposición las primeras oficinas y luego vendió un terreno de su propiedad, donde se construiría el primer campus de la misma.
Fue galardonado con el Premio Nacional Eugenio Espejo, en 1987, en la categoría de Cultura.

## Sus primeros años
Sus primeros estudios los realizó en casa, con profesor particular. Más tarde entró a la escuela Santistevan de Guayaquil, dirigida por sacerdotes, localizada por el barrio Villamil. Luego fue a Quito, interno, al colegio del señor Meneces. En 1912 viajó a París, con su madre y hermanos, donde inicialmente entró al colegio Saint Dominique y Lacordair. Posteriormente ingresó al conocido colegio Janson de Sally, donde se gradúa de bachiller.
La Primera Guerra Mundial obligó a que la familia regrese a Guayaquil (1916). Sin embargo, él permaneció en París para continuar sus estudios. Vivió en una buhardilla, modestamente, como un estudiante más, en el Barrio Latino.
Obtuvo su bachillerato francés, que en ese entonces se hacía en dos partes (la primera, la importante, que se exigía para continuar estudios universitarios; y la otra parte, principalmente sobre temas filosóficos y matemáticos más avanzada), en la Sorbona.

## Trayectoria
La actividad política del doctor Antonio Parra se inicia con la Revolución Juliana, que creó el Banco Central del Ecuador. La Junta Provincial del Gobierno de la Revolución Juliana lo designó como concejal del cantón Guayaquil donde se destacó el voto en contra del doctor Parra al contrato con la Empresa Eléctrica del Ecuador Inc. Posteriormente fue Secretario de la Gobernación en el período del doctor Carlos Coello.
El 9 de julio de 1925 en Guayaquil, un grupo de oficiales jóvenes, entre los que se destaca el mayor Iíder, Alfonso Mendoza, se levantó en armas contra el poder injusto y corrupto imperante. No tenían afán por tomar el poder sino que conformaron una Junta Provisional de Gobierno integrada, entre otros, por los guayaquileños Doctores Francisco Boloña, médico eminente del país; Pedro Pablo Garaicoa y Francisco Arízaga Luque, quienes ejercían como abogados, siendo muy reconocidos en su campo.
La Revolución Juliana intentó acabar con la Banca abusiva y corrupta, que luego se vio renacer. Creó el Banco Central del Ecuador, dictando importantes leyes monetarias, aduaneras y tributarias. 
La Junta Provisional de Gobierno designa al Dr. Parra Velasco concejal del cantón Guayaquil, junto con personalidades como el Dr. José Darío Moral. En ese período se debatió y suscribió, con el voto en contra del Dr. Moral y del Dr. Parra Velasco, el contrato con la Empresa Eléctrica del Ecuador Inc.
Cuando el Dr. Moral dejó la Presidencia del Consejo Cantonal de Guayaquil para ocupar la Gobernación del Guayas, Fue acompañado por el doctor Parra Velasco como Secretario de la Gobernación. Al poco tiempo muere el Dr. Moral, y lo sustituyó el Dr. Carlos Coello, quien lo ratificó en su cargo.
Fue miembro de la Asamblea Nacional Constituyente de 1944-1945, en representación de la Provincia del Guayas. Tuvo participación importantísima tanto en la redacción de los artículos relativos a temas internacionales en la nueva Constitución. Férreo defensor del Archipiélago de Galápagos que Los Estados Unidos de América pretendía alquilar (ocupación militar) durante cien años. Participó en la devolución de los bienes a los ecuatorianos y extranjeros que fueron puestos en las listas negras durante la Segunda Guerra Mundial. 
Tomó parte también en las comisiones de la Asamblea Nacional Constituyente sobre Problemas de la Economía Posguerra; Finanzas y Bancos; Comercio; y Relaciones Exteriores. La Comisión de Relaciones Exteriores a la que más se dedicó, estuvo integrada, además, por los señores Dr. Francisco Arízaga Luque, Dr. Manuel Elicio Flor, Dr. Alfonso Larrea Alba, Dr. Carlos Cueva Tamariz, Dr. Armando Espinel Mendoza, Dr. Alfonso Zambrano, Dr. Abel Romeo Castillo, Dr. Gabriel Cevallos García, Modesto Larrea Jijón, Enrique Gil Gilbert, coronel Carlos A. Pinto y teniente José María Plaza Lasso.